# 大江スミ
大江 スミ（おおえ すみ、明治8年（1875年）9月7日 - 昭和23年（1948年）1月6日）は、明治から昭和にかけて活躍した教育家。女子教育の先覚者。東京家政学院（現・東京家政学院大学）創立者で、日本における家政学の先駆者。旧姓・宮川。東洋英和女学院中学部・高等部、お茶の水女子大学卒業。文部省の国費にてロンドン大学ロイヤル・ホロウェイ校に留学。

## 経歴
出生から修学期
1875年（明治8年）9月7日、宮川盛太郎とカネの二女として長崎県十善寺（現在の長崎市）に生まれた。1880年、父が宮内省大膳職へ転じたことにより一家は長崎より上京し、芝の栄町（現在の港区芝公園三丁目）に構えた家に住んだ。1891年、芝鞆絵小学校に入学。1889年、東洋英和女学校に入学、1894年卒業。東洋英和女学校での生活の影響は大きく、のちに朝礼や年中行事を東京家政学院に導入した。1895年（明治28年）、卒業後は母校の東洋英和女学校教員となった。しかし1897年に同校を退職し、女子高等師範学校（現在のお茶の水女子大学）に入学し、1901年に同校を卒業した。
教育者として
卒業後は、沖縄師範学校教諭、沖縄県高等女学校教諭嘱託となった。1902年、文部省の命により、家政研究の視察のため4年間英国へ留学。しかしロンドンの大学に目指す学科がなかったため、家政師範科のあった専門学校バケイシーポリテクニックの家政科に入学。1905年、同校をに卒業。留学中は休暇を利用し、イギリス国内の大学・師範学校に加え、幼稚園まで幅広く教育関係機関を見学した。また英国だけではなく、オランダ、ベルギー、ドイツなどにも足を延ばし、ヨーロッパ各地の調査旅行を精力的に行なった。
1905年、私費留学生としてベッドフォード大学 (Bedford College (London)) （現ロンドン大学ロイヤル・ホロウェイ校）の衛生科で社会衛生学を学んだ。この時、衛生検査員の資格も取得し、台所だけの家政学ではなく、社会の中で役立つ新しい家政学を構想した。1906年（明治39年）に卒業し、8月に帰国。帰国後は、1907年に女子師範学校教諭兼女子高等師範学校（1908年に東京女子高等師範学校と改称）教授に就いた。1909年からは女子高等師範学校専任教授。
1915年（大正4年、近衛師団経理部長の大江玄寿と結婚、大江姓となった。しかし、1921年に夫の大江玄寿は死去（享年62）。1923年、東京市牛込区市ヶ谷富久町の自宅に家政研究所を開設。1925年、東京家政学院を開設し、東京家政学院校長に就任した。東京女子高等師範学校を退官。第二次世界大戦中は女子学生に軍事教練を試みるなど、軍国主義的な風潮に従ったためか、戦後は女子教育界からは外されたが、亡くなるまでの生涯を女子教育の振興に捧げた。1948年1月6日に死去（享年74）。

## 受賞・栄典
- 1937年（昭和13年）：勲四等瑞宝章受章。
- 1939年（昭和15年）：藍綬褒章受章。

## 人物
- スミは常にユーモアに満ち、感性と比喩に長けていた。たとえば教育実習に出る学生には「『つもり教育』『はず料理』はいけませんよ!」と教え、「ベターは駄目、ベストを心がけましょう」「謙虚さは美徳」「『だって、けれど』はいけません」「耳だこ教育は母の役です」など数多くの教えが伝わっている。
- 家政学の地位を「三ぼう主義」（女房、説法、鉄砲）という概念をもって説明した。

1. 「女房」は家庭の中心で家を治めるもの
2. 「説法」は宗教（キリスト教）であり、個人の心を治めるためにも家庭や社会にとっても正義を実行するために重要なもの
3. 「鉄砲」は戦争のためではなく平和を保つために必要なもの

- 後年、家政学院設立時の教育の理想として、Knowledge（知識を深める）、Virtue（徳性を養う）、Art（技術を磨く）の頭文字を取りKVA理念を説いた。
- 1940年東京オリンピック（大戦で中止）の開催が決まった直後の1936年12月、家政学院の学友会誌に「改むべき事ども」を寄稿し、煙草の吸い殻などゴミのポイ捨てをやめ、トイレは男女別々にして、外国人に親切にすべきことを訴えた[2]。
- 雑誌『新女界』：安井てつと共に参画

## 著作
著書
- 『家事実習教科書』元元堂書房、1910年
- 『三ぼう主義』 宝文館、1911年
- 『応用家事講義』 宝文館、1916年
- 『応用家事教科書』 宝文館、1917年
- 『礼儀作法全集』 中央公論社、1938年
- 『女子礼法』（久米茂との共著）光生館、1941年

## 資料
- 大濱徹也『大江スミ先生』東京家政学院光塩会 1978年
- 大濱徹也『ひとひらの雪として』東京家政学院光塩会 1990年
- 柴沼晶子1999「英国留学で得たもの:安井てつと大江スミの場合を比較して」『敬和学園大学研究紀要』8, 243-267頁.doi
- 柴沼晶子2004「大江スミの留学したバタシー・ポリテクニック」『敬和学園大学研究紀要』13, 239-252頁.doi